# Burmesische Badmintonmeisterschaft 1986
Die Burmesische Badmintonmeisterschaft 1986  fand vom 1. bis zum 7. Dezember 1986 im National Badminton Gymnasium in Rangun statt.

## Medaillengewinner
| Disziplin    | Gold                       | Silber                    |
| ------------ | -------------------------- | ------------------------- |
| Herreneinzel | Maung Maung                | Soe Naing                 |
| Dameneinzel  | Nam Htwe Kham              | Marlar Myint              |
| Herrendoppel | Maung Maung Win Tun Htein  | Soe Naing Win Ko Zan      |
| Damendoppel  | Mya Lay Sein Nam Htwe Kham | Maw Maw Aung Marlar Myint |

## Juniorenmeisterschaft
| Disziplin    | Gold                       | Silber                      |
| ------------ | -------------------------- | --------------------------- |
| Herreneinzel | Maung Maung Myint          | Thet Naing Aung             |
| Dameneinzel  | Win Win Than               | Swe Mar Oo                  |
| Herrendoppel | Bo Win Nyi Nyi Than        | Thet Naing Aung Nyi Nyi Soe |
| Damendoppel  | Win Win Than Swe Mar Oo    | Mya Thitsa San San Win      |
| Mixed        | Thet Naing Aung Swe Mar Oo | Nyi Nyi Soe Win Win Than    |